# Сиордия, Михаил Алексеевич
Михаил Алексеевич Сиордия (8 февраля 1909 года, село Гурфеми-Нахуруилаво — дата смерти неизвестна) — грузинский советский партийный, государственный и хозяйственный деятель, первый секретарь Хобского районного комитета Компартии Грузии, Грузинская ССР. Герой Социалистического Труда (1949). Лишённый звания Героя Социалистического Труда в 1952 году.

## Биография
Родился в 1909 году в крестьянской семье в селе Гурфеми-Нахуруилаво. Окончил местную школу и в 1928 году — Цхакайский сельскохозяйственный техникум. С 1931 году обучался в Тбилисском сельскохозяйственном институте имени Берия, по окончании которого с 1936 года трудился агрономом в Гудаутском районе Абхазской АССР. В последующие годы преподавал в Диди-Джихаишском сельскохозяйственном техникуме. В 1939 году вступил в ВКП(б).
В октябре 1940 года призван в Красную Армию. Участвовал в Великой Отечественной войне. В декабре 1941 года демобилизовался в звании старшего лейтенанта.
С декабря 1941 года — начальник политотдела МТС в селе Руиси, с 1943 года — инструктор отдела сельского хозяйства ЦК Компартии Грузии. С ноября 1943 года — первый секретарь Хобского райкома партии. За выдающиеся трудовые достижения, показанные по району сельскохозяйственными предприятиями в годы Великой Отечественной войны, был награждён Орденом Красной Звезды.
В послевоенное время занимался восстановлением сельского хозяйства Хобского района. Благодаря его организаторской деятельности сельскохозяйственные предприятия Хобского района за короткое время в годы Четвёртой пятилетки (1946—1950) достигли довоенного уровня по производству сельскохозяйственной продукции. В 1948 году урожай кукурузы в целом по району превысил плановый сбор на 16 %. Указом Президиума Верховного Совета СССР от 5 августа 1949 года удостоен звания Героя Социалистического Труда за «получение высоких урожаев кукурузы и табака в 1948 году» с вручением ордена Ленина и золотой медали «Серп и Молот» (№ 4215).
Этим же Указом званием Героя Социалистического Труда были награждены председатель Хобского райисполкома Валериан Григорьевич Латария, заведующий районным отделом сельского хозяйства Прокофий Давидович Чачибая и главный районный агроном Евсевий Александрович Иосава (в отношении всех этих лиц в 1952 году было отменено решение о их награждении званием Героя Социалистического Труда) и звеньевая колхоза имени Ворошилова Хобского района Ольга Герасимовна Кантария.
Избирался депутатом Верховного Совета Грузинской ССР 2-го и 3-го созывов (1947—1955).
Постановлением Президиума Верховного Совета ССР от 5 марта 1952 года ранее принятое решение о присвоении звания Героя Социалистического Труда в его отношении было отменено в связи с необоснованными причинами представления к награждению. Это Постановление Президиума Верховного Совета СССР также отменило решение о присвоении звания Героя Социалистического Труда партийному и хозяйственному руководству Хобского района и нескольким труженикам различных колхозов этого же района.
Дальнейшая судьба неизвестна.
Награды
- Орден Красной Звезды
- Медаль «За оборону Кавказа» (01.05.1944)[1].